# Arquidam (metge)
Arquidam (en grec antic: Ἀρχίδαμος; en llatí: Archidamus) fou un metge grec del segle iv aC o V aC de qui no es coneix cap detall de la seva vida.
L'esmenta Galè en una citació conservada per Diocles Caristi. Podria ser el mateix Arquidam que esmenta Plini, i també podria ser l'Arquedam autor dels fragments de l'antologia Veterinariae Medicinae Libri Duo sobre cirurgia veterinària publicada el 1530 per Ruellius en llatí, i el 1537 en grec per Grynaeus.